# Медаль «За взятие Кёнигсберга»
Медаль «За взятие Кёнигсберга» учреждена Указом Президиума ВС СССР от 9 июня 1945 года. Автор проекта медали — художник А. И. Кузнецов.

## История создания
Задание на разработку проектов медалей за взятие ряда городов и столиц Европы Технический комитет Главного интендантского управления Красной армии получил 19 апреля 1945 года от начальника Тыла Красной Армии генерала армии А. В. Хрулёва. Уже 30 апреля были подведены итоги — рассмотрено 11 проектов художников А. И. Кузнецова, Н. И. Москалёва, И. С. Лукиной, Е. К. Курицыной, И. Я. Романова и другие. Но на докладе А. В. Хрулёва И. В. Сталину с предоставлением эскизов и натурных моделей последний забраковал все образцы, высказав пожелания об упрощении изображения. 25 мая Хрулёв рассмотрел 7 новых проектов и 3 июня доложил их Сталину. Тогда и был выбран окончательный вариант медали.

## Положение о медали
Медалью «За взятие Кёнигсберга» награждаются военнослужащие Красной Армии, Военно-Морского Флота и войск НКВД — непосредственные участники героического штурма и взятия города-крепости Кёнигсберг в период 23 января — 10 апреля 1945 года, а также организаторы и руководители боевых операций при взятии этого города.
«За взятие Кёнигсберга» — единственная медаль СССР, учреждённая в награду за взятие города-крепости, а не в связи со взятием или освобождением столицы.
Медаль «За взятие Кёнигсберга» носится на левой стороне груди и при наличии других медалей СССР располагается после медали «За взятие Будапешта».
На 1987 год медалью «За взятие Кёнигсберга» было награждено около 760 000 человек.

## Описание медали
Медаль «За взятие Кёнигсберга» изготовляется из латуни и имеет форму правильного круга диаметром 32 мм.
На лицевой стороне медали: в центре надпись «ЗА ВЗЯТИЕ КЕНИГСБЕРГА», вверху над надписью пятиконечная звёздочка с расходящимися лучами, а внизу лавровая веточка. Лицевая сторона медали окаймлена бортиком.
На оборотной стороне медали дата взятия Кёнигсберга: «10 апреля 1945», над датой пятиконечная звёздочка.
Все надписи и изображения на медали выпуклые.
Медаль при помощи ушка и кольца соединяется с пятиугольной колодкой, обтянутой шёлковой муаровой лентой шириной 24 мм. Лента состоит из чередующихся между собой пяти полосок: трёх чёрных и двух зелёных. Края ленты окаймлены узенькими зелёными полосками.

## Иллюстрации

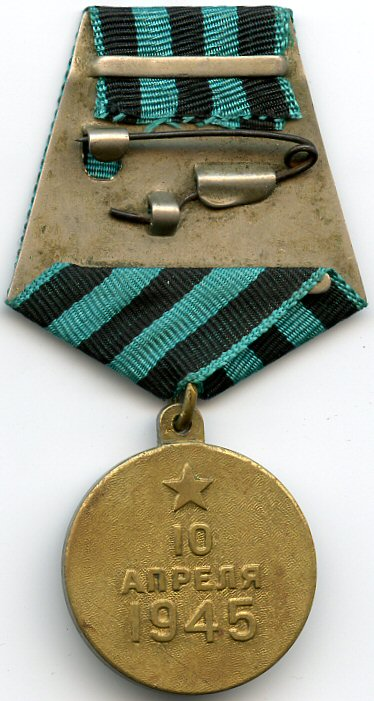
Реверс медали
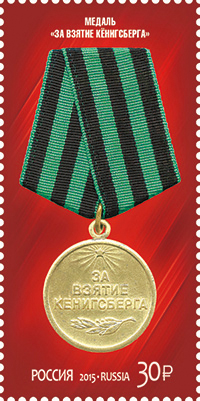
Почтовая марка России, 2015 год